# Référendum britannique sur la Constitution européenne
Pour les autres articles nationaux ou selon les autres juridictions, voir Référendum sur la constitution européenne.
 (mai 2011).

## Cadre juridique
Au Royaume-Uni, l'institution du référendum a longtemps été considérée comme inconstitutionnelle car contraire au principe de la souveraineté du Parlement. En l'absence de constitution écrite, chaque référendum doit être autorisé par une loi spécifique.
Source : Étude du Sénat Français sur le référendum dans les pays européens et les États-Unis (cas du Royaume-Uni)
Le 20 avril 2004, Tony Blair, le premier ministre, annonce devant la Chambre des communes son intention de recourir au référendum pour ratifier le traité établissant une Constitution pour l'Europe quand celui-ci sera approuvé par le Conseil européen.
Le 29 octobre 2004, Jack Straw, secrétaire aux affaires étrangères, dit que le référendum sera  proposé aux électeurs pendant l'année 2006.
Le 23 novembre 2004, il est annoncé dans le discours de la Reine qu'un projet de loi autorisant le référendum sera déposé devant le Parlement.
Cependant à la suite du rejet du traité par la France et les Pays-Bas, le premier ministre Tony Blair hésite à maintenir le référendum, selon l'idée que le traité n'entrera pas en vigueur : ce sera un refus de ratification du TCE par le Royaume-Uni. Le 6 juin 2005, il annonce sa décision de geler le projet de loi visant à autoriser le référendum, en attendant les décisions du sommet européen qui s'est déroulé les 16 et 17 juin à Bruxelles.